# Robert Clarke (hockey sur glace)
Pour les articles homonymes, voir Clarke.
 (novembre 2019).
Si vous disposez d'ouvrages ou d'articles de référence ou si vous connaissez des sites web de qualité traitant du thème abordé ici, merci de compléter l'article en donnant les références utiles à sa vérifiabilité et en les liant à la section « Notes et références ».
Temple de la renommée : 1987
Robert Earle Clarke, dit Bobby Clarke, O.C. (né le 13 août 1949 à Flin Flon, dans la province du Manitoba au Canada) est un joueur professionnel retraité ainsi qu'un ancien dirigeant de hockey sur glace.

## Biographie
Il a été choisi par les Flyers de Philadelphie au repêchage amateur de la Ligue nationale de hockey de 1969 comme 17e choix (seconde ronde).
Joueur canadien de hockey sur glace, Clarke a été le capitaine des Flyers de Philadelphie, surnommés à l'époque Broad Street Bullies, qui ont gagné la Coupe Stanley deux années consécutives en 1974 et 1975.
Malgré des statistiques intéressantes, plusieurs équipes de la LNH ont levé le nez sur lui à ses débuts parce qu'il souffrait de diabète, mais les Flyers ont pris une chance sur Clarke en le choisissant en deuxième ronde du repêchage amateur de 1969. Il a joint l'équipe cette année-là et n'a manqué qu'un match à ses quatre premières saisons dans la LNH (sans rapport avec son diabète).
Il a gagné trois fois le trophée Hart en tant que joueur le plus utile à son équipe, en 1973, 1975 et 1976. Sa présence à la série du siècle de 1972 avec Phil Esposito a été un point marquant dans l'histoire du hockey. Son sourire édenté et le jeu physique et brutal qui avait lieu sous son capitanat ont cristallisé l'image du joueur de hockey dans l'imaginaire des Américains.
Clarke s'est retiré en tant que joueur en 1984 et est devenu le directeur général des Flyers jusqu'en 1990 pour devenir ensuite le directeur général des North Stars du Minnesota (actuels Stars de Dallas). Deux ans après, il se retrouve vice-président et directeur général des Panthers de la Floride, une concession d'expansion. Il revient à la barre des Flyers comme directeur gérant en 1994 jusqu'au début de la saison 2007-2008 où il laissa le poste de directeur-général à Paul Holmgren.

## Statistiques
| Saison     | Équipe                 | Ligue      |       | Saison régulière | Saison régulière | Saison régulière | Saison régulière | Saison régulière |    | Séries éliminatoires | Séries éliminatoires | Séries éliminatoires | Séries éliminatoires | Séries éliminatoires |
| Saison     | Équipe                 | Ligue      | PJ    | B                | A                | Pts              | Pun              | PJ               | B  | A                    | Pts                  | Pun                  |                      |                      |
| 1967-1968  | Bombers de Flin Flon   | LHOu       | 59    | 51               | 117              | 168              | 148              |                  |    |                      |                      |                      |                      |                      |
| 1968-1969  | Bombers de Flin Flon   | LHOu       |       |                  |                  |                  |                  |                  |    |                      |                      |                      |                      |                      |
| 1969-1970  | Flyers de Philadelphie | LNH        | 76    | 15               | 31               | 46               | 68               |                  |    |                      |                      |                      |                      |                      |
| 1970-1971  | Flyers de Philadelphie | LNH        | 77    | 27               | 36               | 63               | 78               | 4                | 0  | 0                    | 0                    | 2                    |                      |                      |
| 1971-1972  | Flyers de Philadelphie | LNH        | 78    | 35               | 46               | 81               | 87               |                  |    |                      |                      |                      |                      |                      |
| 1972-1973  | Flyers de Philadelphie | LNH        | 78    | 37               | 67               | 104              | 80               | 11               | 2  | 6                    | 8                    | 6                    |                      |                      |
| 1973-1974  | Flyers de Philadelphie | LNH        | 77    | 35               | 52               | 87               | 113              | 17               | 5  | 11                   | 16                   | 42                   |                      |                      |
| 1974-1975  | Flyers de Philadelphie | LNH        | 80    | 27               | 89               | 116              | 125              | 17               | 4  | 12                   | 16                   | 16                   |                      |                      |
| 1975-1976  | Flyers de Philadelphie | LNH        | 76    | 30               | 89               | 119              | 136              | 16               | 2  | 14                   | 16                   | 28                   |                      |                      |
| 1976-1977  | Flyers de Philadelphie | LNH        | 80    | 27               | 63               | 90               | 71               | 10               | 5  | 5                    | 10                   | 8                    |                      |                      |
| 1977-1978  | Flyers de Philadelphie | LNH        | 71    | 21               | 68               | 89               | 83               | 12               | 4  | 7                    | 11                   | 8                    |                      |                      |
| 1978-1979  | Flyers de Philadelphie | LNH        | 80    | 16               | 57               | 73               | 68               | 8                | 2  | 4                    | 6                    | 8                    |                      |                      |
| 1979-1980  | Flyers de Philadelphie | LNH        | 76    | 12               | 57               | 69               | 65               | 19               | 8  | 12                   | 20                   | 16                   |                      |                      |
| 1980-1981  | Flyers de Philadelphie | LNH        | 80    | 19               | 46               | 65               | 140              | 12               | 3  | 3                    | 6                    | 6                    |                      |                      |
| 1981-1982  | Flyers de Philadelphie | LNH        | 62    | 17               | 46               | 63               | 154              | 4                | 4  | 2                    | 6                    | 4                    |                      |                      |
| 1982-1983  | Flyers de Philadelphie | LNH        | 80    | 23               | 62               | 85               | 115              | 3                | 1  | 0                    | 1                    | 2                    |                      |                      |
| 1983-1984  | Flyers de Philadelphie | LNH        | 73    | 17               | 43               | 60               | 70               | 3                | 2  | 1                    | 3                    | 6                    |                      |                      |
| Totaux LNH | Totaux LNH             | Totaux LNH | 1 144 | 358              | 852              | 1 210            | 1 453            | 136              | 42 | 77                   | 119                  | 152                  |                      |                      |

## Honneur
L'astéroïde (161661) Bobbyclarke est nommé en son honneur.